# Élections cantonales de 1992 dans les Hautes-Pyrénées
Les élections cantonales ont eu lieu les 21 et 28 mars 2004.
Lors de ces élections, 17 des 34 cantons des Hautes-Pyrénées ont été renouvelés. Elles ont vu la reconduction de la majorité PRG dirigée à partir de ces élections par François Fortassin, président du conseil général, il succède au Président Hubert Peyou non réélu dans son Canton d'Ossun.

## Résultats à l’échelle du département
Répartition départementale des résultats (2e tour).
- PS (35,37 %)
- PRG (27,18 %)
- Divers (8,21 %)
- UMP (14,08 %)
- UDF (13,11 %)
- DVD (2,05 %)

| Étiquette      | Étiquette                          | Premier tour | Premier tour | Second tour | Second tour | Sièges |
| Étiquette      | Étiquette                          | Voix         | %            | Voix        | %           | Sièges |
| -------------- | ---------------------------------- | ------------ | ------------ | ----------- | ----------- | ------ |
|                | Parti socialiste                   | 11 698       | 23,14        | 10 340      | 33,22       | 5      |
|                | Parti communiste français          | 6 901        | 13,65        |             |             |        |
|                | Parti radical de gauche            | 5 100        | 10,09        | 3 859       | 12,40       | 4      |
|                | Majorité présidentielle            | 4 624        | 9,15         | 1 123       | 3,61        | 1      |
| Gauche         | Gauche                             | 28 323       | 56,03        | 15 322      | 49,23       | 10     |
|                |                                    |              |              |             |             |        |
|                | Union pour la démocratie française | 11 440       | 22,63        | 10 961      | 35,22       | 5      |
|                | Rassemblement pour la République   | 4 715        | 9,33         | 4 031       | 12,95       | 1      |
|                | Front national                     | 3 987        | 7,89         |             |             |        |
|                | Divers droite                      | 852          | 1,69         | 809         | 2,60        | 1      |
| Droite         | Droite                             | 20 994       | 41,54        | 15 801      | 50,77       | 7      |
|                |                                    |              |              |             |             |        |
|                | Les Verts                          | 746          | 1,48         |             |             |        |
|                | Génération Écologie                | 490          | 0,97         |             |             |        |
| Écologistes    | Écologistes                        | 1 236        | 2,45         |             |             |        |
|                |                                    |              |              |             |             |        |
| Inscrits       | Inscrits                           | 74 925       | 100,00       | 53 869      | 100,00      |        |
| Abstention     | Abstention                         | 20 988       | 28,01        | 19 823      | 35,80       |        |
| Votants        | Votants                            | 53 937       | 71,99        | 34 046      | 64,20       |        |
| Blancs et nuls | Blancs et nuls                     | 2 284        | 4,23         | 2 923       | 8,58        |        |
| Exprimés       | Exprimés                           | 50 553       | 95,77        | 31 123      | 91,42       |        |

## Résultats par canton

### Canton d'Arreau
| Candidats      | Candidats          | Étiquette      | Premier tour | Premier tour | Second tour | Second tour |
| Candidats      | Candidats          | Étiquette      | Voix         | %            | Voix        | %           |
| -------------- | ------------------ | -------------- | ------------ | ------------ | ----------- | ----------- |
|                | Robert Marquie*    | PS             | 701          | 31,91        | 1 082       | 49,07       |
|                | Maurice Dubarry    | PRG            | 451          | 20,53        | 476         | 21,59       |
|                | Benito Buetas      | DVG            | 544          | 24,76        | 647         | 29,34       |
|                | Jean-Louis Anglade | DVD            | 306          | 13,93        | Retrait     | Retrait     |
|                | Raymond Castillon  | PCF            | 155          | 7,06         |             |             |
|                | Eugène Pourchier   | FN             | 40           | 1,82         |             |             |
|                |                    |                |              |              |             |             |
| Inscrits       | Inscrits           | Inscrits       | 2 897        | 100,00       | 2 897       | 100,00      |
| Abstention     | Abstention         | Abstention     | 608          | 20,99        | 638         | 2,02        |
| Votants        | Votants            | Votants        | 2 289        | 79,01        | 2 259       | 77,98       |
| Blancs et nuls | Blancs et nuls     | Blancs et nuls | 92           | 4,02         | 54          | 2,39        |
| Exprimés       | Exprimés           | Exprimés       | 2 197        | 95,98        | 2 205       | 97,61       |

*sortant

### Canton d'Aucun
| Candidats      | Candidats         | Étiquette      | Premier tour | Premier tour |
| Candidats      | Candidats         | Étiquette      | Voix         | %            |
| -------------- | ----------------- | -------------- | ------------ | ------------ |
|                | Antoine Abadie *  | PRG            | 766          | 54,17        |
|                | Pierre Gerbet     | DVG            | 403          | 28,50        |
|                | Jean-Luc Gantheil | VEC            | 133          | 9,41         |
|                | Laurent Cazajous  | FN             | 57           | 4,03         |
|                | Pierre Lozes      | PCF            | 55           | 3,89         |
|                |                   |                |              |              |
| Inscrits       | Inscrits          | Inscrits       | 1 866        | 100,00       |
| Abstention     | Abstention        | Abstention     | 391          | 20,95        |
| Votants        | Votants           | Votants        | 1 475        | 79,05        |
| Blancs et nuls | Blancs et nuls    | Blancs et nuls | 61           | 3,14         |
| Exprimés       | Exprimés          | Exprimés       | 1 414        | 95,86        |

*sortant

### Canton d'Aureilhan
| Candidats      | Candidats             | Étiquette      | Premier tour | Premier tour | Second tour | Second tour |
| Candidats      | Candidats             | Étiquette      | Voix         | %            | Voix        | %           |
| -------------- | --------------------- | -------------- | ------------ | ------------ | ----------- | ----------- |
|                | Pierre-Henri Lacaze * | PS             | 1 622        | 36,65        | 1 776       | 48,37       |
|                | Jean-Marie Simonnet   | RPR            | 1 420        | 32,08        | 1 896       | 51,63       |
|                | Jean Gonzalez         | PCF            | 952          | 21,51        | Retrait     | Retrait     |
|                | Jean-Pierre Bonin     | FN             | 432          | 9,76         |             |             |
|                |                       |                |              |              |             |             |
| Inscrits       | Inscrits              | Inscrits       | 6 912        | 100,00       | 7 012       | 100,00      |
| Abstention     | Abstention            | Abstention     | 1 318        | 29,63        | 2 863       | 40,83       |
| Votants        | Votants               | Votants        | 4 864        | 70,37        | 4 149       | 59,17       |
| Blancs et nuls | Blancs et nuls        | Blancs et nuls | 438          | 8,00         | 1 477       | 35,60       |
| Exprimés       | Exprimés              | Exprimés       | 4 426        | 91,00        | 3 672       | 64,40       |

*sortant

### Canton de Bordères-Louron
| Candidats      | Candidats        | Étiquette      | Premier tour | Premier tour |
| Candidats      | Candidats        | Étiquette      | Voix         | %            |
| -------------- | ---------------- | -------------- | ------------ | ------------ |
|                | Michel Pélieu*   | PRG            | 594          | 83,66        |
|                | Christian Picard | DVD            | 53           | 7,46         |
|                | Jean Allenou     | PCF            | 45           | 6,34         |
|                | Hubert Damade    | FN             | 18           | 2,54         |
|                |                  |                |              |              |
| Inscrits       | Inscrits         | Inscrits       | 1 148        | 100,00       |
| Abstention     | Abstention       | Abstention     | 365          | 31,79        |
| Votants        | Votants          | Votants        | 783          | 68,21        |
| Blancs et nuls | Blancs et nuls   | Blancs et nuls | 73           | 9,32         |
| Exprimés       | Exprimés         | Exprimés       | 710          | 90,68        |

*sortant

### Canton de Bordères-sur-l'Échez
| Candidats      | Candidats       | Étiquette      | Premier tour | Premier tour | Second tour | Second tour |
| Candidats      | Candidats       | Étiquette      | Voix         | %            | Voix        | %           |
| -------------- | --------------- | -------------- | ------------ | ------------ | ----------- | ----------- |
|                | Daniel Frossard | PS             | 1 727        | 29,83        | 3 074       | 60,69       |
|                | Jean Buron      | PCF            | 1 658        | 28,64        | Retrait     | Retrait     |
|                | Christian Paul  | PRG            | 1 003        | 17,32        | 1 991       | 39,31       |
|                | Michel Anglade  | UMP            | 655          | 11,31        |             |             |
|                | Gaël Felot      | FN             | 421          | 7,27         |             |             |
|                | Éric Marino     | EXG            | 189          | 3,26         |             |             |
|                | Yves Aure       | Divers         | 137          | 2,37         |             |             |
|                |                 |                |              |              |             |             |
| Inscrits       | Inscrits        | Inscrits       | 8 243        | 100,00       | 8 235       | 100,00      |
| Abstention     | Abstention      | Abstention     | 2 198        | 26,67        | 2 375       | 28,84       |
| Votants        | Votants         | Votants        | 6 045        | 73,33        | 5 860       | 71,16       |
| Blancs et nuls | Blancs et nuls  | Blancs et nuls | 255          | 4,22         | 795         | 13,57       |
| Exprimés       | Exprimés        | Exprimés       | 5 790        | 95,78        | 5 065       | 86,43       |

*sortant

### Canton de Maubourguet
| Candidats      | Candidats           | Étiquette      | Premier tour | Premier tour | Second tour | Second tour |
| Candidats      | Candidats           | Étiquette      | Voix         | %            | Voix        | %           |
| -------------- | ------------------- | -------------- | ------------ | ------------ | ----------- | ----------- |
|                | Jean Glavany *      | PS             | 1 419        | 48,70        | 1 668       | 60,00       |
|                | Jean-Claude Tiraby  | RPR            | 983          | 33,73        | 1 112       | 40,00       |
|                | André Dantin        | PCF            | 345          | 11,84        |             |             |
|                | Christiane Fourcade | FN             | 167          | 5,73         |             |             |
|                |                     |                |              |              |             |             |
| Inscrits       | Inscrits            | Inscrits       | 3 832        | 100,00       | 3 831       | 100,00      |
| Abstention     | Abstention          | Abstention     | 782          | 20,41        | 931         | 24,30       |
| Votants        | Votants             | Votants        | 3 050        | 79,59        | 2 900       | 75,70       |
| Blancs et nuls | Blancs et nuls      | Blancs et nuls | 136          | 4,46         | 120         | 4,14        |
| Exprimés       | Exprimés            | Exprimés       | 2 914        | 95,54        | 2 780       | 95,86       |

*sortant

### Canton de Mauléon-Barousse
| Candidats      | Candidats           | Étiquette      | Premier tour | Premier tour |
| Candidats      | Candidats           | Étiquette      | Voix         | %            |
| -------------- | ------------------- | -------------- | ------------ | ------------ |
|                | François Fortassin* | PRG            | 1 092        | 72,99        |
|                | Jacques Fortassin   | FN             | 225          | 15,05        |
|                | Thierry Baillet     | PCF            | 179          | 11,97        |
|                |                     |                |              |              |
| Inscrits       | Inscrits            | Inscrits       | 2 459        | 100,00       |
| Abstention     | Abstention          | Abstention     | 1 318        | 28,22        |
| Votants        | Votants             | Votants        | 1 765        | 71,78        |
| Blancs et nuls | Blancs et nuls      | Blancs et nuls | 214          | 5,24         |
| Exprimés       | Exprimés            | Exprimés       | 1 496        | 84,76        |

*sortant

### Canton d'Ossun
| Candidats      | Candidats        | Étiquette      | Premier tour | Premier tour | Second tour | Second tour |
| Candidats      | Candidats        | Étiquette      | Voix         | %            | Voix        | %           |
| -------------- | ---------------- | -------------- | ------------ | ------------ | ----------- | ----------- |
|                | Pierre Châ       | UDF            | 2 763        | 44,76        | 3 331       | 55,58       |
|                | Hubert Peyou *   | PRG            | 2 338        | 38,57        | 2 662       | 44,42       |
|                | Gilbert Grongnet | FN             | 518          | 8,55         |             |             |
|                | Christian Augé   | PCF            | 492          | 8,12         |             |             |
|                |                  |                |              |              |             |             |
| Inscrits       | Inscrits         | Inscrits       | 8 281        | 100,00       | 8 278       | 100,00      |
| Abstention     | Abstention       | Abstention     | 1 754        | 21,18        | 1 930       | 23,31       |
| Votants        | Votants          | Votants        | 6 527        | 78,82        | 6 348       | 76,69       |
| Blancs et nuls | Blancs et nuls   | Blancs et nuls | 466          | 7,14         | 355         | 5,59        |
| Exprimés       | Exprimés         | Exprimés       | 6 061        | 92,86        | 5 993       | 94,41       |

*sortant

### Canton de Pouyastruc
| Candidats      | Candidats               | Étiquette      | Premier tour | Premier tour |
| Candidats      | Candidats               | Étiquette      | Voix         | %            |
| -------------- | ----------------------- | -------------- | ------------ | ------------ |
|                | Étienne Achille-Fould * | UDF            | 1 494        | 64,23        |
|                | Albert Lapasset         | PS             | 500          | 21,50        |
|                | Jean-Claude Laborde     | PCF            | 201          | 8,64         |
|                | Georges Fontaine        | FN             | 131          | 5,63         |
|                |                         |                |              |              |
| Inscrits       | Inscrits                | Inscrits       | 3 241        | 100,00       |
| Abstention     | Abstention              | Abstention     | 774          | 23,88        |
| Votants        | Votants                 | Votants        | 2 467        | 76,12        |
| Blancs et nuls | Blancs et nuls          | Blancs et nuls | 143          | 5,72         |
| Exprimés       | Exprimés                | Exprimés       | 2 326        | 94,28        |

*sortant

### Canton de Saint-Laurent-de-Neste
| Candidats      | Candidats            | Étiquette      | Premier tour | Premier tour | Second tour | Second tour |
| Candidats      | Candidats            | Étiquette      | Voix         | %            | Voix        | %           |
| -------------- | -------------------- | -------------- | ------------ | ------------ | ----------- | ----------- |
|                | Josette Durrieu *    | PS             | 1 397        | 49,21        | 1 581       | 60,71       |
|                | Roland Soule         | RPR            | 752          | 26,49        | 1 023       | 39,29       |
|                | Barthélémy Fournier  | PCF            | 286          | 10,07        |             |             |
|                | Michel Geoffre       | Les Verts      | 223          | 7,85         |             |             |
|                | Marie-Thérèse Abadie | FN             | 114          | 4,02         |             |             |
|                | André Doux           | DVG            | 67           | 2,36         |             |             |
|                |                      |                |              |              |             |             |
| Inscrits       | Inscrits             | Inscrits       | 3 634        | 100,00       | 3 812       | 100,00      |
| Abstention     | Abstention           | Abstention     | 1 086        | 29,88        | 975         | 25,58       |
| Votants        | Votants              | Votants        | 2 548        | 70,12        | 2 837       | 74,42       |
| Blancs et nuls | Blancs et nuls       | Blancs et nuls | 172          | 6,75         | 233         | 8,21        |
| Exprimés       | Exprimés             | Exprimés       | 2 376        | 93,25        | 2 604       | 91,79       |

*sortant

### Canton de Saint-Pé-de-Bigorre
| Candidats      | Candidats           | Étiquette      | Premier tour | Premier tour | Second tour | Second tour |
| Candidats      | Candidats           | Étiquette      | Voix         | %            | Voix        | %           |
| -------------- | ------------------- | -------------- | ------------ | ------------ | ----------- | ----------- |
|                | Bruno Lepore        | DVD            | 493          | 35,65        | 809         | 64,88       |
|                | Pierre Lemonnier    | UDF            | 346          | 25,02        | 438         | 35,12       |
|                | Léon Esquerre-Cacha | PS             | 238          | 17,21        | Retrait     | Retrait     |
|                | Étienne Richard     | PS             | 173          | 12,51        |             |             |
|                | André Saubion       | FN             | 43           | 3,11         |             |             |
|                | Jean Lagues-Baget   | PCF            | 90           | 6,51         |             |             |
|                |                     |                |              |              |             |             |
| Inscrits       | Inscrits            | Inscrits       | 1 713        | 100,00       | 1 713       | 100,00      |
| Abstention     | Abstention          | Abstention     | 274          | 16,00        | 349         | 20,37       |
| Votants        | Votants             | Votants        | 1 439        | 84,00        | 1 364       | 79,63       |
| Blancs et nuls | Blancs et nuls      | Blancs et nuls | 56           | 3,89         | 117         | 8,53        |
| Exprimés       | Exprimés            | Exprimés       | 1 383        | 96,11        | 1 247       | 91,42       |

### Canton de Tarbes-1
| Candidats      | Candidats           | Étiquette      | Premier tour | Premier tour | Second tour | Second tour |
| Candidats      | Candidats           | Étiquette      | Voix         | %            | Voix        | %           |
| -------------- | ------------------- | -------------- | ------------ | ------------ | ----------- | ----------- |
|                | Gérard Trémège *    | UDF            | 1 645        | 45,27        | 1 905       | 63,00       |
|                | Jean-Pierre Dubarry | PS             | 676          | 18,60        | 1 119       | 37,00       |
|                | Hervé Bégué         | PCF            | 549          | 15,11        |             |             |
|                | Guy Mormède         | FN             | 374          | 10,29        |             |             |
|                | Guy Baque           | VEC            | 390          | 10,73        |             |             |
|                |                     |                |              |              |             |             |
| Inscrits       | Inscrits            | Inscrits       | 6 338        | 100,00       | 6 338       | 100,00      |
| Abstention     | Abstention          | Abstention     | 2 531        | 39,93        | 3 049       | 48,11       |
| Votants        | Votants             | Votants        | 3 807        | 60,07        | 3 289       | 51,89       |
| Blancs et nuls | Blancs et nuls      | Blancs et nuls | 172          | 4,53         | 265         | 8,06        |
| Exprimés       | Exprimés            | Exprimés       | 3 634        | 95,46        | 3 024       | 91,94       |

*sortant

### Canton de Tarbes-2
| Candidats      | Candidats             | Étiquette      | Premier tour | Premier tour | Second tour | Second tour |
| Candidats      | Candidats             | Étiquette      | Voix         | %            | Voix        | %           |
| -------------- | --------------------- | -------------- | ------------ | ------------ | ----------- | ----------- |
|                | Georges Danglade *    | UDF            | 1 587        | 42,72        | 1 876       | 61,05       |
|                | Chantal Robin-Rodrigo | PRG            | 904          | 24,33        | 1 197       | 38,95       |
|                | Michel Cassagne       | PCF            | 702          | 18,90        | Retrait     | Retrait     |
|                | Jean Fourcade         | FN             | 522          | 14,05        |             |             |
|                |                       |                |              |              |             |             |
| Inscrits       | Inscrits              | Inscrits       | 6 870        | 100,00       | 6 864       | 100,00      |
| Abstention     | Abstention            | Abstention     | 2 893        | 42,11        | 3 540       | 51,57       |
| Votants        | Votants               | Votants        | 3 977        | 57,89        | 3 324       | 48,43       |
| Blancs et nuls | Blancs et nuls        | Blancs et nuls | 262          | 6,59         | 251         | 7,55        |
| Exprimés       | Exprimés              | Exprimés       | 3 715        | 93,41        | 3 073       | 92,45       |

*sortant

### Canton de Tarbes-5
| Candidats      | Candidats              | Étiquette      | Premier tour | Premier tour | Second tour | Second tour |
| Candidats      | Candidats              | Étiquette      | Voix         | %            | Voix        | %           |
| -------------- | ---------------------- | -------------- | ------------ | ------------ | ----------- | ----------- |
|                | François-Xavier Brunet | UMP            | 1 126        | 36,35        | 1 531       | 47,53       |
|                | Jean-Claude Palmade*   | PS             | 1 099        | 35,47        | 1 690       | 52,47       |
|                | Joelle Noguere         | PCF            | 264          | 8,52         |             |             |
|                | Nicole Laborde         | FN             | 253          | 8,17         |             |             |
|                | Pierre Noel            | Verts          | 246          | 7,94         |             |             |
|                | Maria Saez             | EXG            | 110          | 3,55         |             |             |
| Inscrits       | Inscrits               | Inscrits       | 4 975        | 100,00       | 4 975       | 100,00      |
| Abstention     | Abstention             | Abstention     | 1 765        | 35,48        | 1 588       | 31,92       |
| Votants        | Votants                | Votants        | 3 210        | 64,52        | 3 387       | 68,08       |
| Blancs et nuls | Blancs et nuls         | Blancs et nuls | 112          | 3,49         | 166         | 4,90        |
| Exprimés       | Exprimés               | Exprimés       | 3 098        | 96,51        | 3 221       | 95,10       |

*sortant

### Canton de Trie-sur-Baïse
| Candidats      | Candidats        | Étiquette      | Premier tour | Premier tour |
| Candidats      | Candidats        | Étiquette      | Voix         | %            |
| -------------- | ---------------- | -------------- | ------------ | ------------ |
|                | Jean Guilbaux    | UDF            | 1 194        | 51,40        |
|                | Raymond Noilhan  | PS             | 512          | 22,04        |
|                | Éloi Bégué       | RPR            | 349          | 15,02        |
|                | André Dossat     | PCF            | 194          | 8,35         |
|                | Michel Debaecker | FN             | 74           | 3,19         |
|                |                  |                |              |              |
| Inscrits       | Inscrits         | Inscrits       | 3 066        | 100,00       |
| Abstention     | Abstention       | Abstention     | 1 318        | 42,99        |
| Votants        | Votants          | Votants        | 2 400        | 57,01        |
| Blancs et nuls | Blancs et nuls   | Blancs et nuls | 214          | 3,21         |
| Exprimés       | Exprimés         | Exprimés       | 2 323        | 96,79        |

### Canton de Vic-en-Bigorre
| Candidats      | Candidats          | Étiquette      | Premier tour | Premier tour |
| Candidats      | Candidats          | Étiquette      | Voix         | %            |
| -------------- | ------------------ | -------------- | ------------ | ------------ |
|                | Claude Miqueu *    | PRG            | 2 422        | 50,61        |
|                | Charley Maestracci | RPR            | 1 211        | 25,30        |
|                | Yvan Souptes       | PCF            | 727          | 15,19        |
|                | Simone Sauvanet    | FN             | 426          | 8,90         |
|                |                    |                |              |              |
| Inscrits       | Inscrits           | Inscrits       | 6 929        | 100,00       |
| Abstention     | Abstention         | Abstention     | 1 318        | 30,38        |
| Votants        | Votants            | Votants        | 5 148        | 69,62        |
| Blancs et nuls | Blancs et nuls     | Blancs et nuls | 214          | 6,03         |
| Exprimés       | Exprimés           | Exprimés       | 4 786        | 92,97        |

*sortant

### Canton de Vielle-Aure
| Candidats      | Candidats        | Étiquette      | Premier tour | Premier tour |
| Candidats      | Candidats        | Étiquette      | Voix         | %            |
| -------------- | ---------------- | -------------- | ------------ | ------------ |
|                | Jean Mouniq *    | DVG            | 1 014        | 51,26        |
|                | Jean-Henri Mir   | DVG            | 607          | 30,69        |
|                | Jean Vidal       | DVG            | 286          | 14,46        |
|                | Robert Le Minter | PCF            | 44           | 2,22         |
|                | Alain Chagniaud  | FN             | 27           | 1,37         |
|                |                  |                |              |              |
| Inscrits       | Inscrits         | Inscrits       | 2 440        | 100,00       |
| Abstention     | Abstention       | Abstention     | 398          | 27,32        |
| Votants        | Votants          | Votants        | 2 042        | 72,68        |
| Blancs et nuls | Blancs et nuls   | Blancs et nuls | 64           | 6,10         |
| Exprimés       | Exprimés         | Exprimés       | 1 978        | 93,90        |

*sortant